# 2639 Planman
A 2639 Planman (ideiglenes jelöléssel 1940 GN) a Naprendszer kisbolygóövében található aszteroida. Yrjö Väisälä fedezte fel 1940. április 9-én.